# Витковский, Дмитрий Петрович
Дмитрий Петрович Витковский (псевдоним Верховский; 1 августа 1901 — лето 1966) — инженер-технолог, многолетний узник ГУЛАГа, автор мемуаров «Полжизни», предполагаемый редактор «Архипелага ГУЛАГ» А. И. Солженицына.

## Биография
Родился в 1901 году в городе Риге. Учился в кадетском корпусе (по другим данным, выпускник одной из московских гимназий), поступил в Императорское высшее техническое училище. Там слушал лекции по химии профессора Алексея Чичибабина. В 1918 году после закрытия Высшего технического училища в Москве переехал в Томск, студент Томского технологического института. Мобилизован в армию Колчака в марте 1919 года. В апреле того же года самовольно вернулся в Томск. Стал слушателем школы военных информаторов. После прихода Красной армии снова студент Томского технологического института.
В 1920 году вернулся в Москву и поступил (по другим сведениям, восстановился) на химический факультет Московского высшего технического училища. Окончив институт, с 1924 года — преподаватель химии в Московской артиллерийской школе.
26 марта 1926 года арестован как «родственник генерала Витковского, начальника штаба армии Петра Врангеля», хотя родственником этого генерала он не был. Следователь Ашарин обвинил Витковского в связях с заграницей. 17 мая того же года приговорён к трём годам ссылки. В июле отправлен в ссылку в Енисейск Красноярского края. Работал лаборантом на золотом прииске, затем рабочим в лесотехнической экспедиции. Освобождён из ссылки весной 1929 года. Переехал в Среднюю Азию, работал на химическом заводе. В 1930 году вернулся в Москву на научную работу. Испытал серьёзные трудности с получением документов для прописки. Восстановлен в должности преподавателя в военной школе.
В январе 1931 года — очередной арест по делу о заговоре в московских военных школах (дело «Весна»). Помещён в Лубянскую тюрьму. Обвинён в участии в антисоветском заговоре и приготовлении ядов для уничтожения членов правительства. Пережил ночные допросы. Через месяц переведён в Бутырскую тюрьму. В апреле 1931 года приговорён к расстрелу с заменой на 10 лет ИТЛ и с «центральным запретом» (запретом на использование заключённого на лёгких работах). В конце апреля 1931 года этапирован в Соловецкий лагерь особого назначения в обычном пассажирском вагоне, но с зарешеченными окнами и охраной в тамбурах. На Кемском пересыльном пункте использовался на работе по вытаскиванию брёвен из воды. Летом переведён на Соловки. Работал на лесоповале, корчёвке пней, сборе водорослей. В начале зимы 1932 года переведён в Кемский пересыльный пункт, работал грузчиком на железнодорожной станции. В январе 1933 года отправлен далее землекопом в Белбалтлаг на строительство Беломорско-Балтийского канала. После месяца общих работ назначен прорабом строительства 18-го шлюза. После пуска канала в августе 1933 года командирован со своей бригадой заключённых на Онежское озеро для прокладки дороги и подвоза к берегу озера нескольких десятков тонн титанистого железняка. Переведён прорабом в Туломский лагерь на строительство гидроэлектростанции при впадении реки Туломы в Кольский залив. В январе 1936 года освобождён с учётом зачётов. Переехал в Среднюю Азию, начал работать заведующим цехом в Чимкенте. Переехал во Владимир, работал в исследовательской лаборатории на заводе.
В декабре 1938 года — новый арест и обвинение в антисоветском заговоре, вредительстве, шпионаже, антисоветской агитации. Заключён во Владимирский централ. Между первым и вторым допросом прошли восемь месяцев. Второй допрос сопровождался побоями и длительной «выстойкой» на ногах. В августе 1940 года Витковский освобождён за отсутствием состава преступления. После двух лет в тюрьме заболел куриной слепотой. Переехал на Северный Кавказ, устроился на работу сменным инженером на заводе эфирных масел.
В январе 1942 года заболел сыпным тифом, помещён в районную больницу. Летом 1942 года призван в армию рядовым зенитно-артиллерийского полка. Весной 1945 года направлен в войска НКВД «для охраны и обороны объектов государственного и особо важного значения».
Летом 1945 года вновь заболел. После выздоровления последовали демобилизация и переезд в Подмосковье, работал научным сотрудником в институте Академии медицинских наук. Женился на Лидии Николаевне (урождённой Натан), преподавателе МГУ. Родился сын.
В 1951 году вызван на допрос по доносу коллеги по работе. Предписано выехать из Москвы, запрещено жить в областных центрах. Устроился на работу на эфиромасличный завод в городе Прилуки Черниговской области. Жена с сыном остались жить в Москве.
В 1953 году — заведующий биохимической лабораторией в селе Березоточа близ города Лубны Полтавской области. В 1954 году переехал в Малоярославец Калужской области. В 1956 году реабилитирован.
Вернулся в Москву, родилась дочь. Работал внештатным сотрудником в Институте научной и технической информации (ВИНИТИ).
Скончался летом 1966 года. Обстоятельства смерти описывают по-разному. Солженицын в предисловии к «Архипелагу» писал:

Старый соловчанин Дмитрий Петрович Витковский должен был быть редактором этой книги. Однако полжизни, проведённые там (его лагерные мемуары так и называются «Полжизни»), отдались ему преждевременным параличом. Уже с отнятой речью он смог прочесть лишь несколько законченных глав и убедиться, что обо всём будет рассказано.
.
Бывший редактор «Нового мира» Владимир Лакшин предварил публикацию воспоминаний Витковского такими словами:

В 1966 году, уехав отдыхать, Дмитрий Петрович прислал мне письмо из-под Риги. <…> Преданно заботившаяся о нём жена Лидия Николаевна немного раньше вернулась в Москву, <…> а он остался ещё на несколько дней с одиннадцатилетней дочкой. Однажды рано утром, проснувшись, она удивилась, что отец ещё спит. Окликнула: он был мёртв. Ушёл, не потревожив никого ни стоном, ни криком.
.

### Автор мемуаров
В 1963 году Витковский написал воспоминания «Полжизни». В конце 1963 или начале 1964 года передал рукопись воспоминаний в редакцию журнала «Новый мир», но из-за изменения ситуации в стране они не были опубликованы. После смерти автора главный редактор «Нового мира» Александр Твардовский передал мемуары Витковского историку Рою Медведеву, который опубликовал их в 1976 году в Лондоне в созданном им и издаваемом его братом Жоресом Медведевым журнале «XX век».
Через редакцию «Нового мира» с Витковским познакомился Александр Солженицын. Предполагалось, что Дмитрий Витковский будет редактором «Архипелага ГУЛАГ», но его преждевременная смерть не позволила осуществиться этому плану. «Полжизни» Витковского, наряду с «Колымскими рассказами» Варлама Шаламова, воспоминаниями Евгении Гинзбург и Ольги Адамовой-Слиозберг, — один из немногих открытых источников «Архипелага ГУЛАГ» Александра Солженицына, о которых было сказано в предисловии ещё при первой публикации этого художественного исследования.
Первая публикация воспоминаний Витковского на родине осуществлена в 1991 году в журнале «Знамя» (№ 6).